# 다자와촌 (니가타현 나카우오누마군)
다자와촌(田沢村)은 니가타현 나카우오누마군에 있던 촌이다.

## 역사
- 1889년 4월 1일 - 정촌제 시행에 수반해 나카우오누마군 다자와촌이 성립하였다.
- 1955년 3월 31일 - 구라마타촌과 합병해 나카사토촌이 되어 소멸하였다.

## 참고문헌
- 『市町村名変遷辞典』東京堂出版、1990年。